# Nuværende suveræne monarker
Denne liste over nuværende suveræne monarker – altså monarker over suveræne stater - medtager både konstitutionelle og absolutte, regerende monarker.
For tiden er der 43 suveræne stater, der regnes for monarkier, heriblandt De Forenede Arabiske Emirater, der er en forbundsstat ledet af en monark som statsoverhoved men med titel af præsident. Listen medtager ikke monarker over ikke-suveræne delstater, som findes i f.eks. Malaysia, Indonesien, Uganda og De Forenede Arabiske Emirater.
En monark er en person, der leder et monarki – en regeringsform, hvor en stat eller et statssamfund ledes af en person, der normalt beholder posten hele livet eller indtil abdikation, og som typisk er arveberettiget til tronen ved fødslen. Monarker kan være enevældige (som i mange absolutte monarkier) eller ceremonielle figurer, der kun udøver formel magt, og hvor den egentlige magt ligger hos et parlament eller andre administrative enheder (som i mange konstitutionelle monarkier). I mange tilfælde er en monark bundet af en statsreligion. De fleste stater har kun én monark af gangen, selvom en regent kan have magten når monarken er mindreårig, ikke til stede eller på anden måde ude af stand til at udøve sit embede. Tilfælde hvor to monarker på samme tid regerer i én stat, som situationen er i Andorra, kaldes fællesregeren[kilde mangler].
Monarker adskiller sig ved deres titler og tiltaleformer, der i de fleste tilfælde defineres af traditioner og garanteres af statens grundlov. Flere titler kan bruges på dansk; for eksempel "konge" og "dronning", "fyrste" og "fyrstinde", "kejser" og "kejserinde". Selvom monarkerne normalt tiltales forskelligt på deres modersmål, er navnene og titlerne nedenfor angivet ved brug af den tilsvarende danske ækvivalent. På samme måde er den europæiske praksis med at bruge unikke romertal anvendt neden for hvor det vil være passende, selvom de normalt ikke bruges efter lokale traditioner.
I politiske og sociokulturelle studier associeres monarkier normalt med arvekongedømmer; de fleste monarker, både historiske og nutidige, er født og opvokset i en kongefamilie. Arvefølgen har været defineret ud fra en række forskellige kriterier – f.eks. tætheden af slægtskab, fødselsrækkefølgen og tilhørsskab til faderens slægt. Nogle monarkier er dog ikke arvelige, og i stedet afgøres regenten ved valg. Blandt moderne eksempler kan nævnes Malaysias og Vatikanets troner. Disse systemer afviger fra det normale monarkikoncept, men opfattes normalt som monarkier, da de har flere sammenlignelige karaktertræk. Flere stater bruger en kombination af arv og valg, hvor en afstemning eller nominering af en efterfølger er begrænset til medlemmer af en kongelig blodlinje.
Det senest etablerede monarki finder man i Cambodja, der d. 24. september 1993 genindførte monarkiet efter i 23 år at have haft forskellige republikanske styreformer. Den suveræne stat, der senest afskaffede monarkiet som styreform, er Barbados, der indførte republikansk styre d. 30. november 2021 efter at have været et selvstændigt monarki i personalunion med Storbritannien i præcis 55 år siden d. 30. november 1966.
Listen nedenfor angiver monarkernes respektive tilhørsforhold, der er listet alfabetisk. Disse monarker er statsoverhoveder i deres respektive suveræne stater.

## Monarker efter land
| Nøgle         | Beskrivelse                                                       |
| ------------- | ----------------------------------------------------------------- |
| Monark        | Navn på monark, indledt af titel.                                 |
| Siden         | Dato for overtagelse af tronen, kroningsdato listes i fodnoterne. |
| Hus           | Navn på den kongelige familie.                                    |
| Type          | Monarkiform, med link til monarkens rolle i regeringen.           |
| Efterfølgelse | Metode eller mønster for efterfølgelse.                           |
| Flag/våben    | Konge- eller kongefamilie-flag eller -standard                    |
| Intet         | Viser hvor et specifikt felt ikke kan angives.                    |
| —             | Viser hvor data ikke er tilgængeligt.                             |

| Stat                          | Billede | Monark                                                                | Siden                     | Hus                  | Type                   | Efterfølgelse           | Flag/våben                                                                              | Ref                  |
| ----------------------------- | ------- | --------------------------------------------------------------------- | ------------------------- | -------------------- | ---------------------- | ----------------------- | --------------------------------------------------------------------------------------- | -------------------- |
| Andorra                       |         | Medfyrste Josep-Lluís Serrano Pentinat (en) Medfyrste Emmanuel Macron | 31. maj 2025 14. maj 2017 | Intet                | Konstitutionelt diarki | Ex officio              | Coat of arms of Andorra                                                                 | [ 15 ] [ 16 ]        |
| Antigua og Barbuda            |         | Kong Charles III                                                      | 8. september 2022         | Windsor              | Konstitutionel         | Arvekongedømme          | Intet                                                                                   | [ 17 ] [ 18 ]        |
| Australien                    |         | Kong Charles III                                                      | 8. september 2022         | Windsor              | Konstitutionel         | Arvekongedømme          | Royal Standard of Australia.svg                                                         | [ 17 ] [ 19 ]        |
| Bahamas                       |         | Kong Charles III                                                      | 8. september 2022         | Windsor              | Konstitutionel         | Arvekongedømme          | Intet                                                                                   | [ 17 ] [ 20 ]        |
| Bahrain                       |         | Kong Hamad ibn Isa                                                    | 6. marts 1999             | Al Khalifah          | Blandet                | Arvekongedømme          | Royal Standard of Bahrain                                                               | [ 21 ]               |
| Belgien                       |         | Kong Philippe                                                         | 21. juli 2013             | Sachsen-Coburg-Gotha | Konstitutionel         | Arvekongedømme          | Personal Standard of Philippe, King of the Belgians                                     | [ 24 ]               |
| Belize                        |         | Kong Charles III                                                      | 8. september 2022         | Windsor              | Konstitutionel         | Arvekongedømme          | Intet                                                                                   | [ 17 ] [ 25 ]        |
| Bhutan                        |         | Kong Jigme Khesar Namgyel                                             | 14. december 2006         | Wangchuck            | Konstitutionel         | Arvekongedømme          | Royal Emblem of Bhutan                                                                  | [ 27 ]               |
| Brunei                        |         | Sultan Hassanal Bolkiah                                               | 4. oktober 1967           | Bolkiah              | Enevælde               | Arvekongedømme          | Royal Standard of Brunei                                                                | [ 28 ]               |
| Cambodja                      |         | Kong Norodom Sihamoni                                                 | 14. oktober 2004          | Norodom              | Konstitutionel         | Valg- og arvekongedømme | Royal Standard of the King of Cambodia                                                  | [ 29 ]               |
| Canada                        |         | Kong Charles III                                                      | 8. september 2022         | Windsor              | Konstitutionel         | Arvekongedømme          | Royal Standard of Canada.svg                                                            | [ 17 ] [ 31 ]        |
| Danmark                       |         | Kong Frederik X                                                       | 14. januar 2024           | Glücksburg           | Konstitutionel         | Arvekongedømme          | Royal Standard of Denmark                                                               | [ 34 ]               |
| Forenede Arabiske Emirater    |         | Præsident Mohamed bin Zayed (Emir af Abu Dhabi)                       | 14. maj 2022              | Al Nahyan            | Blandet                | Valg- og arvekongedømme | Standard of the President of the United Arab Emirates                                   | [ 38 ]               |
| Grenada                       |         | Kong Charles III                                                      | 8. september 2022         | Windsor              | Konstitutionel         | Arvekongedømme          | Intet                                                                                   | [ 17 ] [ 39 ]        |
| Jamaica                       |         | Kong Charles III                                                      | 8. september 2022         | Windsor              | Konstitutionel         | Arvekongedømme          | afventer                                                                                | [ 17 ] [ 40 ]        |
| Japan                         |         | Kejser Naruhito                                                       | 1. maj 2019               | Yamato               | Konstitutionel         | Arvekongedømme          | Standard of the Japanese Emperor                                                        | [ 42 ] [ 43 ] [ 44 ] |
| Jordan                        |         | Kong Abdullah II                                                      | 7. februar 1999           | Hāshim               | Konstitutionel         | Arvekongedømme          | Royal Standard of Jordan                                                                | [ 46 ] [ 47 ]        |
| Kuwait                        |         | Emir Meshal al-Ahmad al-Sabah                                         | 16. december 2023         | Al Sabah             | Blandet                | Valg- og arvekongedømme | —                                                                                       | [ 48 ] [ 51 ]        |
| Lesotho                       |         | Kong Letsie III                                                       | 7. februar 1996           | Moshesh              | Konstitutionel         | Valg- og arvekongedømme | Royal Standard of Lesotho                                                               | [ 52 ] [ 53 ]        |
| Liechtenstein                 |         | Fyrst Hans-Adam II                                                    | 13. november 1989         | Liechtenstein        | Konstitutionel         | Arvekongedømme          | Royal Standard of the Prince of Liechtenstein                                           | [ 55 ]               |
| Luxembourg                    |         | Storhertug Henri                                                      | 7. oktober 2000           | Nassau-Weilburg      | Konstitutionel         | Arvekongedømme          | Royal Standard of the Grand Duke of Luxembourg                                          | [ 57 ]               |
| Malaysia                      |         | Kong Abdullah (af Pahang)                                             | 31. januar 2019           | Bendahara (Pahang)   | Konstitutionel         | Valg- og arvekongedømme | Royal Standard of the Yang di-Pertuan Agong of Malaysia                                 | [ 58 ]               |
| Marokko                       |         | Kong Muhammed VI                                                      | 23. juli 1999             | Alawi                | Konstitutionel         | Arvekongedømme          | Royal Standard of Morocco                                                               | [ 59 ]               |
| Monaco                        |         | Fyrst Albert II                                                       | 6. april 2005             | Grimaldi             | Konstitutionel         | Arvekongedømme          | Personal Standard of Prince Albert II of Monaco                                         | [ 62 ]               |
| Nederlandene                  |         | Kong Willem-Alexander                                                 | 30. april 2013            | Orange-Nassau        | Konstitutionel         | Arvekongedømme          | Royal Standard of the Netherlands                                                       | [ 65 ]               |
| New Zealand                   |         | Kong Charles III                                                      | 8. september 2022         | Windsor              | Konstitutionel         | Arvekongedømme          | afventer                                                                                | [ 17 ] [ 66 ]        |
| Norge                         |         | Kong Harald V                                                         | 17. januar 1991           | Glücksburg           | Konstitutionel         | Arvekongedømme          | Royal Standard of Norway                                                                | [ 67 ]               |
| Oman                          |         | Sultan Haitham                                                        | 11. januar 2020           | Al Bu Sa‘īd          | Enevælde               | Arvekongedømme          | Standard of the Sultan of Oman                                                          | [ 68 ]               |
| Papua Ny Guinea               |         | Kong Charles III                                                      | 8. september 2022         | Windsor              | Konstitutionel         | Arvekongedømme          | Intet                                                                                   | [ 17 ] [ 69 ]        |
| Qatar                         |         | Emir Tamim bin Hamad                                                  | 25. juni 2013             | Al Thani             | Enevælde               | Arvekongedømme          | Intet                                                                                   | [ 71 ] [ 72 ]        |
| Saint Kitts and Nevis         |         | Kong Charles III                                                      | 8. september 2022         | Windsor              | Konstitutionel         | Arvekongedømme          | Intet                                                                                   | [ 17 ] [ 73 ]        |
| Saint Lucia                   |         | Kong Charles III                                                      | 8. februar 2022           | Windsor              | Konstitutionel         | Arvekongedømme          | Intet                                                                                   | [ 17 ] [ 74 ]        |
| Saint Vincent og Grenadinerne |         | Kong Charles III                                                      | 8. september 2022         | Windsor              | Konstitutionel         | Arvekongedømme          | Intet                                                                                   | [ 17 ] [ 75 ]        |
| Saudi-Arabien                 |         | Kong Salman bin Abdul‘aziz Al Saud                                    | 23. januar 2015           | Al Saud              | Enevælde               | Valg- og arvekongedømme | Royal Standard of Saudi Arabia                                                          | [ 78 ]               |
| Salomonøerne                  |         | Kong Charles III                                                      | 8. september 2022         | Windsor              | Konstitutionel         | Arvekongedømme          | Intet                                                                                   | [ 17 ] [ 79 ]        |
| Spanien                       |         | Kong Felipe VI                                                        | 19. juni 2014             | Bourbon              | Konstitutionel         | Arvekongedømme          | Royal Standard of Spain                                                                 |                      |
| Storbritannien                |         | Kong Charles III                                                      | 8. september 2022         | Windsor              | Konstitutionel         | Arvekongedømme          | Royal Standard of the United Kingdom · Royal Standard of the United Kingdom in Scotland | [ 17 ]               |
| Sverige                       |         | Kong Carl XVI Gustaf                                                  | 15. september 1973        | Bernadotte           | Konstitutionel         | Arvekongedømme          | Royal Standard of Sweden                                                                | [ 82 ]               |
| Swaziland                     |         | Kong Mswati III                                                       | 25. april 1986            | Dlamini              | Enevælde               | Valg- og arvekongedømme | Royal Standard of Swaziland                                                             | [ 85 ]               |
| Thailand                      |         | Kong Maha Vajiralongkorn Bodindradebayavarangkun                      | 13. oktober 2016          | Chakri               | Konstitutionel         | Arvekongedømme          | Standard of the King of Thailand                                                        | [ 86 ]               |
| Tonga                         |         | Kong Tupou VI                                                         | 18. marts 2012            | Tupou                | Konstitutionel         | Arvekongedømme          | Royal Standard of Tonga                                                                 | [ 87 ]               |
| Tuvalu                        |         | Kong Charles III                                                      | 8. september 2022         | Windsor              | Konstitutionel         | Arvekongedømme          | Intet                                                                                   | [ 17 ] [ 89 ]        |
| Vatikanstaten                 |         | Pave Frans                                                            | 13. marts 2013            | Intet                | Enevælde               | Ex officio              | Pave Frans' våbenskjold                                                                 | [ 90 ]               |